# Théo Lucien
Théo Lucien es un deportista francés que compite en taekwondo. Ganó una medalla de bronce en el Campeonato Europeo de Taekwondo de 2022, en la categoría de –68 kg.

## Palmarés internacional
| Campeonato Europeo | Campeonato Europeo       | Campeonato Europeo | Campeonato Europeo |
| Año                | Lugar                    | Medalla            | Categoría          |
| ------------------ | ------------------------ | ------------------ | ------------------ |
| 2022               | Mánchester (Reino Unido) | Medalla de bronce  | –68 kg             |